# Tempus regit actum
Tempus regit actum è una locuzione in lingua latina usata nel mondo del diritto, solitamente tradotta in italiano con l'espressione "il tempo regola l'atto" (processuale).

## Significato
L'interpretazione ordinaria della frase è quella data in diritto processuale sia civile sia penale, sulla base della quale il diritto processuale in vigore al momento della causa regola (o governa) l'actum (con tempus soggetto e actum oggetto). Il principio di diritto processuale "tempus regit actum" è perciò quello in virtù del quale l'atto processuale è soggetto alla disciplina vigente al momento in cui viene compiuto, sebbene successiva all'introduzione del giudizio.
Il principio "ogni atto va valutato secondo la norma vigente al momento del suo compimento" è di ordine generale (art. 11, primo comma, disposizioni sulla legge in generale), ma non è espresso nella Costituzione, per cui sono ammesse leggi ordinarie con efficacia retroattiva quando, però, esse non violino i principi fondamentali dello Stato (vedi, ad es., le leggi penali di cui all'art. 25, comma 2 Cost., le leggi che impongano tributi, o che inibiscano o rendano più gravoso l'esercizio di diritti).
Ne consegue che per il principio tempus regit actum deve essere applicata la normativa vigente al momento dell'adozione del provvedimento. Tale principio, peraltro, si applica alle regole processuali (che mutano la procedura) ma non invece a quelle sostanziali (che regolano i diritti) per le quali invece la modifica della normativa non inciderebbe sui rapporti sorti prima della modifica della normativa stessa; pertanto la modifica di una norma sostanziale non sarebbe per sé applicabile ai rapporti sorti antecedentemente alla modifica stessa a differenza dei rapporti processuali che, come detto, sarebbero sempre regolati dalla norma vigente all'epoca di utilizzo della norma, a prescindere dal momento di accadimento del fatto. In altri termini solo per norme a carattere sostanziale vi sarebbe una sorta di retroattività. In tema di successione delle leggi nel tempo il principio del "tempus regit actum", proprio della materia processuale, non trova invece applicazione nel caso in cui dalla norma processuale discenda in via diretta la determinazione di una pena o situazione più favorevole.

## Traduzione alternativa
È stata anche avanzata una traduzione diversa della frase considerando tempus complemento oggetto del verbo nella sua accezione di "fissare": quindi "l'atto definisce il tempo" (cui far riferimento per individuare la norma applicabile) è una espressione usata in diritto per identificare il principio dell'irretroattività della legge penale e il divieto di ultrattività della stessa, comportando che un reo deve essere giudicato con la legge del momento in cui fu commesso il reato o prosciolto se questo al tempo non era considerato tale. Questa interpretazione però non collima con il fatto che in latino "actum" è caso accusativo, cioè complemento oggetto, mentre per essere soggetto (caso nominativo) dovrebbe essere scritto actus, essendo maschile della seconda declinazione che ha il caso nominativo sempre con il suffisso "us" (mentre nella 2ª declinazione solo i nomi neutri terminano in "um" anche al caso nominativo). Invece "tempus" essendo un sostantivo neutro di terza declinazione, ha il suffisso in "us" sia al caso nominativo (soggetto) sia al caso accusativo (complemento oggetto).

## Nel diritto italiano
(Ignazio Marcello Gallo )
La stessa locuzione è usata anche in diritto amministrativo nel senso che ciascun atto di una serie procedimentale deve uniformarsi alla disciplina vigente nel momento in cui viene adottato.
Nel diritto sanzionatorio amministrativo la locuzione indica il principio secondo il quale la sanzione debba essere irrogata sulla base della norma vigente nel tempo in cui fu commesso l'illecito amministrativo, anche se una legge successiva potesse essere più favorevole (ossia diminuisce la sanzione o addirittura la abroga).